# Nooit Opgeven Altijd Doorzetten Aangenaam Door Vermaak En Nuttig Door Ontspanning Combinatie Breda 2021-2022
Questa voce raccoglie le informazioni riguardanti il Nooit Opgeven Altijd Doorzetten Aangenaam Door Vermaak En Nuttig Door Ontspanning Combinatie Breda nelle competizioni ufficiali della stagione 2021-2022.

## Rosa
Aggiornata al 4 maggio 2022.
| N. |                        | Ruolo | Calciatore           |
| -- | ---------------------- | ----- | -------------------- |
| 1  | Paesi Bassi (bandiera) | P     | Nick Olij (capitano) |
| 2  | Paesi Bassi (bandiera) | D     | Ruben Ligeon         |
| 4  | Benin (bandiera)       | D     | Moïse Adilehou       |
| 5  | Curaçao (bandiera)     | D     | Michaël Maria        |
| 6  | Suriname (bandiera)    | A     | Jeredy Hilterman     |
| 7  | Paesi Bassi (bandiera) | C     | Kaj de Rooij         |
| 9  | Marocco (bandiera)     | A     | Naoufal Bannis       |
| 11 | Paesi Bassi (bandiera) | C     | Odysseus Velanas     |
| 14 | Liberia (bandiera)     | A     | Ayouba Kosiah        |
| 15 | Paesi Bassi (bandiera) | D     | Jethro Mashart       |
| 17 | Paesi Bassi (bandiera) | D     | Danny Bakker         |
| 18 | Paesi Bassi (bandiera) | C     | Yassine Azzagari     |
| 19 | Paesi Bassi (bandiera) | C     | Quincy Tavares       |
| 20 | Suriname (bandiera)    | C     | Dion Malone          |
| 21 | Paesi Bassi (bandiera) | D     | Moreno Rutten        |
| 21 | Capo Verde (bandiera)  | A     | Dailon Livramento    |

| N. |                              | Ruolo | Calciatore           |
| -- | ---------------------------- | ----- | -------------------- |
| 23 | Paesi Bassi (bandiera)       | P     | Roy Kortsmit         |
| 24 | Norvegia (bandiera)          | D     | Colin Rösler         |
| 26 | Belgio (bandiera)            | C     | Pjotr Kestens        |
| 27 | Paesi Bassi (bandiera)       | D     | Wout Neelen          |
| 28 | Paesi Bassi (bandiera)       | C     | Vieiri Kotzebue      |
| 29 | Paesi Bassi (bandiera)       | C     | Sabir Agougil        |
| 30 | Paesi Bassi (bandiera)       | D     | Gylermo Siereveld    |
| 34 | Paesi Bassi (bandiera)       | D     | Luc Marijnissen      |
| 35 | Paesi Bassi (bandiera)       | C     | Boris van Schuppen   |
| 36 | Paesi Bassi (bandiera)       | P     | Pepijn van de Merbel |
| 37 | Paesi Bassi (bandiera)       | C     | Ezechiel Banzuzi     |
| 42 | Paesi Bassi (bandiera)       | A     | Mario Bilate         |
| 47 | Belgio (bandiera)            | C     | Welat Cagro          |
| 55 | Antigua e Barbuda (bandiera) | C     | DJ Buffonge          |
| 77 | Curaçao (bandiera)           | C     | Jarchinio Antonia    |